# 배준표

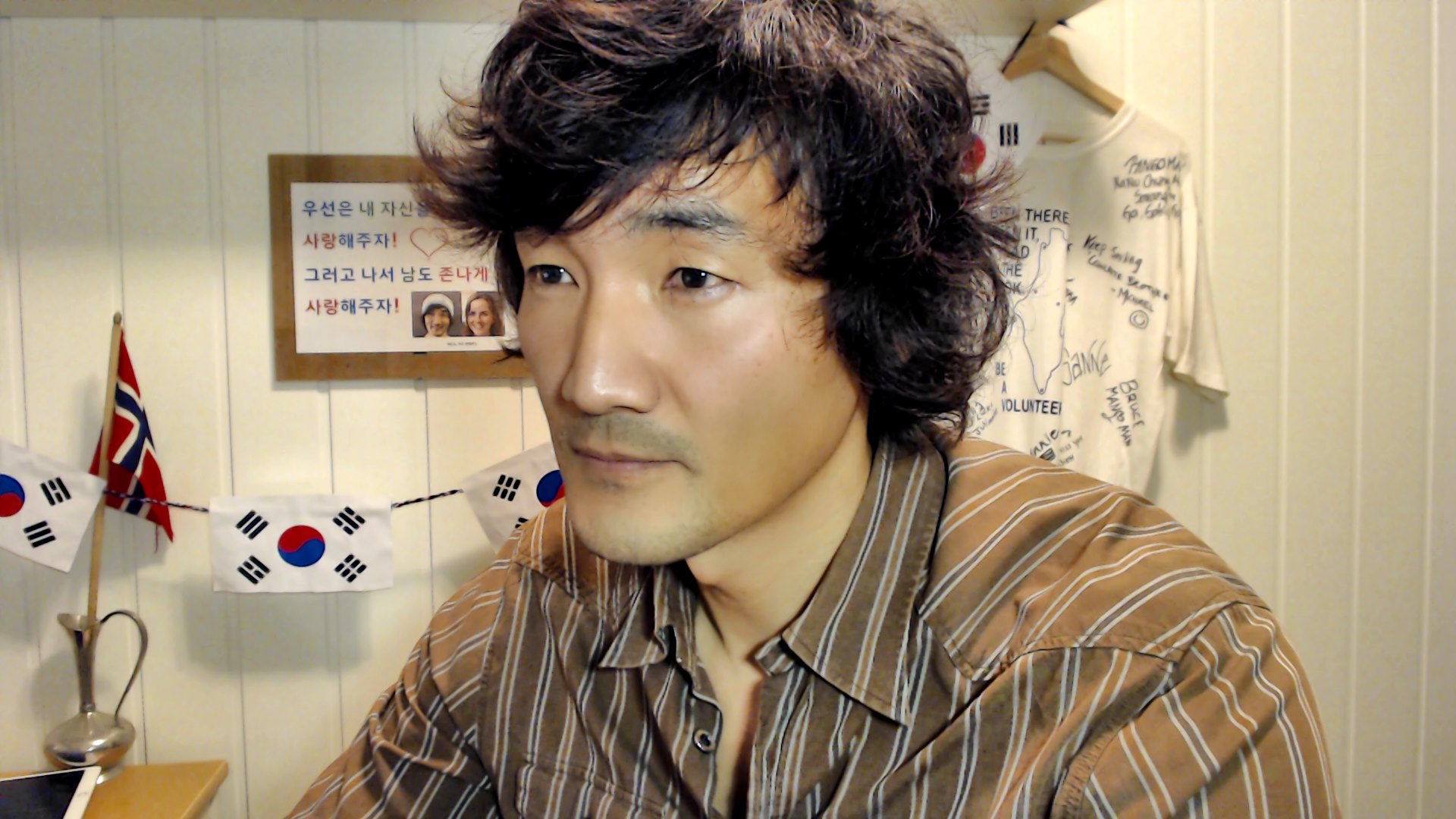
배준표, 2019년, 유튜브 촬영중

배준표(1976년 9월 17일~)는 심리치유 에세이 '내 안의 또 다른 나'를 한국에 출간한 작가이다. 또 그가 최근에 출간한 개정판에 의하면 현재 노르웨이에서 교사 및 온라인 상담가로 활동중이다.
청소년기 극심한 정신질환 사회공포증, 조현병(정신분열증), 조울증(제1형 양극성 장애), 우울증을 수년간 앓으며 고등학교 중퇴 후 검정고시로 일년 늦게 고등학교를 졸업했다. 정신질환 자가치료 후 부모로부터 아무런 경제적 지원없이 막노동, 알바로 돈을 모으고 일본으로 떠나 와세다 전문대학에서 일본어를 전공했다. 그 후 노르웨이 오슬로 대학에서 유학했다.
현재 세 아이의 아버지이자 노르웨이 여인(카리)의 남편으로 행복한 가정생활을 누리며 노르웨이 오슬로에 거주하고 있다. 카리는 청소년기 생명을 위협할 정도의 심각한 식이장애, 우울증, 사회공포증으로 정신병원에 1년 반 동안 강제 입원해 있었다. 카리는 정신질환 완치 후 마음이 아픈 환자분들을 상대로 심리치료와 물리치료를 해주고 있다.

## 언론보도
- 한겨레 신문, 베스트셀러 읽기, 내 안의 또 다른 나
- 연합뉴스, <北國서 보내는 `대인공포증' 치유 손길>